# 실리아 플로레스
실리아 플로레스(스페인어: Cilia Flores, 1956년 10월 15일 ~ )는 베네수엘라의 정치인, 법률가로 현재 베네수엘라의 법무장관이다.
티나키요에서 태어났다. 현 부통령, 외무장관이자 전 국회의장인 니콜라스 마두로와 결혼하였으며, 1992년 쿠데타 혐의로 투옥된 차베스의 변호인단을 이끌어 2년 만에 차베스를 석방시켰다. 남편은 2005년 국회의장이 되었으며, 2006년 외무장관으로 임명되어 사임하자 후임 국회의장으로 임명되었다. 이후 2012년 법무장관이 되었다. 그녀는 베네수엘라의 첫 여성 국회의장이다.

## 참조
1. ↑  연합뉴스 (2012년 12월 10일). “'차베스의 후계자'는 최측근 마두로 부통령”. 2013년 1월 9일에 확인함.
2. ↑  연합뉴스 (2012년 12월 10일). “'차베스의 후계자'는 최측근 마두로 부통령”. 2013년 1월 9일에 확인함.
3. ↑  연합뉴스 (2012년 12월 10일). “'차베스의 후계자'는 최측근 마두로 부통령”. 2013년 1월 9일에 확인함.